# Nagroda IIFA za Najlepszy Playback Kobiecy
Nagroda IIFA za Najlepszy Playback Kobiecy - laureatki nominowane przez znakomitości kina bollywoodzkiego w Indiach, wybierane są drogą internetową przez widzów. Nagrody są wręczane na uroczystości poza granicami Indii. Trzykrotną laureatką jest Shreya Ghoshal. 
| Rok  | Śpiewa                               | Film - Piosenka                            |
| ---- | ------------------------------------ | ------------------------------------------ |
| 2000 | Alka Yagnik                          | Taal - Taal Se Taal                        |
| 2001 | Alka Yagnik                          | Kaho Naa... Pyaar Hai - Kaho Naa Pyaar Hai |
| 2002 | Asha Bhosle                          | Lagaan - Radha Kaisa Na Jale               |
| 2003 | Shreya Goshal i Kavita Krishnamurthy | Devdas - Dola Re                           |
| 2004 | Shreya Goshal                        | Jism - Jaadu Hai Naasha Hai                |
| 2005 | Sunidhi Chauhan                      | Dhoom - Dhoom Machale                      |
| 2006 | Alisha Chinoy                        | Bunty i Babli - Kajra Re                   |
| 2007 | Sunidhi Chauhan                      | Dhoom 2 - Crazy Kiya Re                    |
| 2008 | Shreya Ghoshal                       | Guru - Barso Re                            |